# Stazione di Asari
La stazione di Asari (朝里駅?, Asari-eki) è una stazione ferroviaria di Otaru ed è gestita da JR Hokkaido. Il nome della stazione deriva da masari, che in lingua ainu significa "prato dove l'erba è rigogliosa lungo il mare".

## Linee

### Treni
JR Hokkaido
■ Linea principale Hakodate

## Struttura
La stazione è dotata di due marciapiedi laterali con due binari passanti in superficie, collegati da un sovrappassaggio. Il fabbricato viaggiatori contiene una piccola sala d'attesa ed è privo di personale addetto.
| 1 | ■ Linea Hakodate | per Teine, Sapporo, Iwamizawa e Aeroporto di Shin-Chitose |
| 2 | ■ Linea Hakodate | oer Otaru, Yoichi e Kucchan                               |

## Stazioni adiacenti
| «                           | Servizio                     | »                         |
| Linea principale Hakodate   | Linea principale Hakodate    | Linea principale Hakodate |
| --------------------------- | ---------------------------- | ------------------------- |
| Otaru-Chikkō                | Locale Rapido Ishikari Liner | Zenibako                  |
| Gli altri treni non fermano |                              |                           |